# Sauromalus klauberi
Espèce
Sauromalus klauberi est une espèce de sauriens de la famille des Iguanidae.

## Répartition
Cette espèce est endémique de Basse-Californie du Sud au Mexique. Elle se rencontre dans des îles du golfe de Californie : Espíritu Santo, La Partida, Santa Cruz, San José, San Marcos, Santa Catalina et San Francisco.

## Étymologie
Cette espèce est nommée en l'honneur de Laurence Monroe Klauber (1883-1968), le naturaliste amateur américain.

## Publication originale
- Shaw, 1941 : A new chuckwalla from Santa Catalina Island, Gulf of California, Mexico. Transactions of the San Diego Society of Natural History, vol. 9, n. 28, p. 285-288 (texte intégral).